# Leone II di Galizia
Leone II di Galizia o Lev II di Galizia, nato Lev Jur'evič (... – 1323) è stato un sovrano russo, ultimo della dinastia rjurikide, principe di Galizia-Volinia dal 1308 al 1323 (secondo altre fonti dal 1315).

## Biografia
Era figlio di Jurij I di Galizia (1252-1308) al quale succedette sul trono di Galizia. Dopo la morte di suo padre, regnò con il fratello Andrea. Sua madre era Eufemia di Cuiavia. Sebbene il regno fosse unico essi regnarono assieme e secondo alcune fonti Andrea aveva Corte a Volodymyr-Volyns'kyj e Leonw II in Galizia.

### Lotta contro lituani e tartari
La prima lettera congiunta di Leone II e Andrea data 9 agosto 1316, e tratta del rinnovo dell'alleanza con i crociati prussiani, ai quali essi promettevano di difenderli dalle incursioni dei tartari "ed ogni altro ostile invasore". Sotto quest'ultima dicitura, alcuni individuano il Granducato di Lituania, che più volte aveva attentato non solo all'unità ma addirittura all'esistenza della Galizia.
Nel secondo decennio del XIV secolo, i lituani aumentarono la loro pressione sulla Galizia-Volinia conquistando Dorohychyn e Brėst. Gli anni di regno dei due fratelli videro il continuo stato di guerra con Gediminas di Lituania.
Leone II e Andrea stabilirono buone relazioni con il re polacco Ladislao I e l'Ordine teutonico e tentarono di alleggerire la dipendenza dal Khanato dell'Orda d'Oro. Per gran parte del loro regno combatterono contro mongoli e lituani. Essi furono anche in unione con gli alleati di Ladislao I - scandinavi e pomerani contro i Margravi del Brandeburgo (1315).

### Morte
Secondo alcuni storici, egli morì, assieme a suo fratello Andrea, combattendo contro i mongoli o contro i lituani mentre difendevano la Podlachia.
Sia Leone II sia il fratello Andrea erano molto rispettati in occidente. Nel maggio 1323, il re polacco Ladislao I, in una sua lettera al Papa scrisse con mestizia: "I due ultimi re ruteni, che avevano fermamente fatto da scudo alla Polonia fronteggiando i tartari, hanno lasciato questo mondo e dopo la loro morte, la Polonia è sotto la minaccia diretta di essi."
Dopo la loro morte, la linea dinastica dei Rjurikidi si interruppe e la Galizia rimase senza una dinastia. I boiardi di Galizia tentarono di assumere il governo del regno. Questa forse fu la ragione per la quale cercarono la protezione dei tartari temuti da Ladislao I. Ma presto elementi più conservatori fecero presa fra i boiardi e il trono galiziano venne dato al masoviano duca Bolesław Trojdenowicz (parente dei fratelli deceduti in quanto marito della loro sorella Maria), che prese il nome di Jurij II e che regnò sulla Galizia da 1323 al 1338. Bolesław Treojdenowicz si sposò con la sorella di Andrea, Maria, che regnò insieme al marito. Sua nipote, Eufemia erede di Volinia regnò a Luc'k.

## Ascendenza
|                     |   |                         | Genitori               |  |  | Nonni |  |  | Bisnonni         |  |  | Trisnonni         |  |
|                     |   |                         |                        |  |  |       |  |  | Danilo Romanovič |  |  | Romano Mstislavič |  |
|                     |   |                         |                        |  |  |       |  |  | Danilo Romanovič |  |  | Romano Mstislavič |  |
|                     |   | Anna Eufrosina          |                        |  |  |       |  |  | Danilo Romanovič |  |  |                   |  |
| Leone I di Galizia  |   |                         |                        |  |  |       |  |  | Danilo Romanovič |  |  |                   |  |
|                     |   | Anna Mstislavna         | Mstislav Mstislavič    |  |  |       |  |  |                  |  |  |                   |  |
|                     |   | Anna Mstislavna         | Mstislav Mstislavič    |  |  |       |  |  |                  |  |  |                   |  |
|                     |   | Anna Mstislavna         | Maria, figlia di Köten |  |  |       |  |  |                  |  |  |                   |  |
| Jurij I di Galizia  |   | Anna Mstislavna         |                        |  |  |       |  |  |                  |  |  |                   |  |
|                     |   | Béla IV d'Ungheria      | Andrea II d'Ungheria   |  |  |       |  |  |                  |  |  |                   |  |
|                     |   | Béla IV d'Ungheria      | Andrea II d'Ungheria   |  |  |       |  |  |                  |  |  |                   |  |
|                     |   | Béla IV d'Ungheria      | Gertrude di Merania    |  |  |       |  |  |                  |  |  |                   |  |
| Costanza d'Ungheria |   | Béla IV d'Ungheria      |                        |  |  |       |  |  |                  |  |  |                   |  |
|                     |   | Maria Lascaris di Nicea | Teodoro I Lascaris     |  |  |       |  |  |                  |  |  |                   |  |
|                     |   | Maria Lascaris di Nicea | Teodoro I Lascaris     |  |  |       |  |  |                  |  |  |                   |  |
|                     |   | Maria Lascaris di Nicea | Anna Comnena Angelina  |  |  |       |  |  |                  |  |  |                   |  |
| Leone II di Galizia |   | Maria Lascaris di Nicea |                        |  |  |       |  |  |                  |  |  |                   |  |
|                     | … | …                       |                        |  |  |       |  |  |                  |  |  |                   |  |
|                     | … | …                       |                        |  |  |       |  |  |                  |  |  |                   |  |
|                     | … | …                       |                        |  |  |       |  |  |                  |  |  |                   |  |
| …                   | … |                         |                        |  |  |       |  |  |                  |  |  |                   |  |
|                     |   | …                       | …                      |  |  |       |  |  |                  |  |  |                   |  |
|                     |   | …                       | …                      |  |  |       |  |  |                  |  |  |                   |  |
|                     |   | …                       | …                      |  |  |       |  |  |                  |  |  |                   |  |
| Jaroslavna di Tver' |   | …                       |                        |  |  |       |  |  |                  |  |  |                   |  |
|                     |   | …                       | …                      |  |  |       |  |  |                  |  |  |                   |  |
|                     |   | …                       | …                      |  |  |       |  |  |                  |  |  |                   |  |
|                     |   | …                       | …                      |  |  |       |  |  |                  |  |  |                   |  |
| …                   |   | …                       |                        |  |  |       |  |  |                  |  |  |                   |  |
|                     |   | …                       | …                      |  |  |       |  |  |                  |  |  |                   |  |
|                     |   | …                       | …                      |  |  |       |  |  |                  |  |  |                   |  |
|                     |   | …                       | …                      |  |  |       |  |  |                  |  |  |                   |  |
|                     |   | …                       |                        |  |  |       |  |  |                  |  |  |                   |  |